# Cotys II (Sapaean)
Cotys II, död 15 f. Kr., var regerande kung i Thrakien mellan 42 f. Kr. och 15 f. Kr.